# Jonas Lundström
Per Jonas Lundström, född 26 mars 1965 i Friggeråkers församling i Falköping, är en svensk före detta friidrottare (hinderlöpare). Han tävlade för Mölndals AIK.